# Журавлеобразные
Журавлеобра́зные (лат. Gruiformes; в старом, нетипифицированном латинском написании научных названий — Grues) — обширный отряд очень различных по внешнему виду, особенностям внутреннего строения и образу жизни птиц, в систематике Уэтмора включает девять живущих и 12 вымерших семейств. Позднее за большинством этих семейств (дрофы, пастушковые, мадагаскарские пастушки, трёхпёрстки, лапчатоноги, кариамы, кагу, солнечные цапли) стал часто признаваться статус самостоятельных отрядов. Преимущественно болотные и наземные птицы, реже гнездятся на деревьях.

## Филогенетическое происхождение
Журавлеобразные представляют собой одну из самых древних генеалогических групп современных птиц. Существует большая вероятность, что они пережили катастрофу, произошедшую во времена мелового и третичного периодов 65 миллионов лет назад.
Примечательной особенностью нескольких групп журавлеобразных является то, что неспособность летать у них развивалась эволюционно намного быстрее, чем у большинства других птиц. Около одной трети вымерших семейств были, по крайней мере, частично нелетающими.
Вымершие семейства:
- † Parvigruidae
- † Songziidae
- † Aptornithidae
- † Messelornithidae
- † Eogruidae

† Sonogrus gregalis
† Eogrus aeola
- † Ergilornithidae
- † Salmilidae
- † Geranoididae
- † Bathornithidae
- † Idiornithidae

## Общая характеристика
Разнообразные по внешнему виду, особенностям внутреннего строения и образу жизни птицы, размеры которых колеблются от 15—20 сантиметров до почти двух метров.
Преимущественно болотные и наземные обитатели, реже — гнездящиеся на деревьях.
Распространены по всему миру, исключая арктические и антарктические районы. В фауне России представлены 23 вида, относящиеся к трём или четырём семействам. В Красную книгу России занесены 13 видов.

## Классификация
Традиционно многие семейства болотных или обитающих на земле птиц, по своим признакам не подпадавшие под определение какого-либо известного отряда, причислялись к отряду журавлеобразных. Сюда входят ведущие наземный образ жизни дрофиные (Otididae), в том числе самые массивные из ныне живущих летающих птиц, крупные журавли (Gruidae) и относительно маленькие и скрытные пастушковые (Rallidae) (все перечисленные семейства широко распространены в мире), а также ряд небольших семейств, некоторые из которых включают только один вид, такие как эндемичный кагу или солнечная цапля.
Внешне птицы, составляющие отряд, мало похожи друг на друга. Однако анатомические и генетические исследования показывают, что все они, по-видимому, эволюционно близки между собой.
Таксономическая система классификации Сибли — Алквиста, основанная на исследованиях по ДНК-гибридизации, исключила из отряда семейства Otididae, Eurypygidae, Rhynochetidae, Cariamidae, Mesitornithidae и Turnicidae. Eurypygidae и Rhynochetidae похожи на предложенный отряд цаплеобразных (Ardeiformes) и поэтому были классифицированы вместе с другими птицами, которых в настоящее время определяют как аистообразные (Ciconiiformes), а также с ржанкообразными (Charadriiformes). Семейства Mesitornithidae и Cariamidae были определены к кукушкообразным (Cuculiformes), но представители семейства Otididae не были близки к каким-либо другим птицам. Кроме того, не удалось окончательно классифицировать семейство трёхпёрстковых (Turnicidae), по другим классификациям выделяемое в самостоятельный отряд Turniciformes. Стоит заметить, что метод ДНК-гибридизации не всегда эффективен при определении наиболее крупных таксономических групп.
Анализ последовательности ДНК украшенной трёхперстки (Pedionomus torquatus), ранее считавшейся отклонившимся представителем трёхпёрстковых в составе отряда журавлеобразных, привёл к помещению этого вида в отдельное семейство Pedionomidae в отряде ржанкообразных, близкое к якановым (Jacanidae). Остальные трёхпёрстки также были выведены из списка семейств журавлеобразных и причислены к ржанкообразным, образуя, однако, эволюционную ветвь, отличную от всех других членов этого отряда.
Иногда различают несколько инфраотрядов журавлеобразных: пастушковые (Rallidae) и лапчатоногие (Heliornithidae) объединены в группу Ralli (при этом Rallidae иногда выделяются в новый отряд Ralliformes); арамы (Aramidae), журавли (Gruidae) и трубачи (Psophiidae) объединены в инфраотряд Grui.
Ранее выделяли до 13 семейств журавлеобразных, к которым относили в общей сложности около 190 видов: мадагаскарские пастушковые куропатки, или меситовые (Mesitornithidae), трёхперстки (Turnicidae), ошейниковые трёхперстки, журавли (Gruidae), арамы, или пастушковые журавли (Aramidae), агами, или трубачи (Psophiidae), пастушковые (Rallidae), лапчатоноги (Heliornithidae), кагу (Rhynochetidae), солнечные цапли (Eurypygidae), сериемы, или кариамы (Cariamidae), дрофы (Otididae) и авдотки (Burhinidae). 
Впоследствии к журавлеобразным стали относить следующие семейства:
- Арамовые (Aramidae)
- Дрофиные (Otididae)
- Журавлиные (Gruidae)
- Кагу (Rhynochetidae)
- Мадагаскарские пастушки (Mesitornithidae)
- Лапчатоногие (Heliornithidae)
- Пастушковые (Rallidae)
- Кариамовые (Cariamidae)
- Трубачи (Psophiidae)
- Солнечные цапли (Eurypygidae)

В настоящее время ряд семейств выделены в самостоятельные отряды, Международный союз орнитологов относит к журавлеобразным шесть семейств:
- Арамовые (Aramidae)
- Журавлиные (Gruidae)
- Лапчатоногие (Heliornithidae)
- Трубачи (Psophiidae)
- Пастушковые (Rallidae)
- Sarothruridae

## Генетика
Молекулярная генетика
- Депонированные нуклеотидные последовательности в базе данных EntrezNucleotide, GenBank, NCBI, США: 533 896 Архивная копия от 21 мая 2016 на Wayback Machine (по состоянию на 14 марта 2015).
- Депонированные последовательности белков в базе данных EntrezProtein, GenBank, NCBI, США: 143 026 (по состоянию на 14 марта 2015).

Ввиду расхождений в таксономии, используемой в базах NCBI и в других классификациях, бо́льшая часть депонированных в GenBank последовательностей принадлежит видам, ныне не относящимся к отряду журавлеобразных. Исключение составляет восточный венценосный журавль (Balearica regulorum) — генетически наиболее изученный вид отряда.
Геномика
В 2014 году было выполнено секвенирование полной геномной последовательности представителя журавлеобразных — восточного венценосного журавля (B. regulorum). Благодаря относительно хорошему качеству сборки генома P. pubescens, вид имеет важное значение в сравнительной геномике для выяснения эволюции птичьих геномов.